# Moses de León
Moses (Moshe) de León (noto in ebraico come Moshe ben Shem-Tov - משה בן שם-טוב די-ליאון) (Guadalajara, 1250 – Arévalo, 1305) era un kabbalista e presupposto autore o redattore dello Zohar.

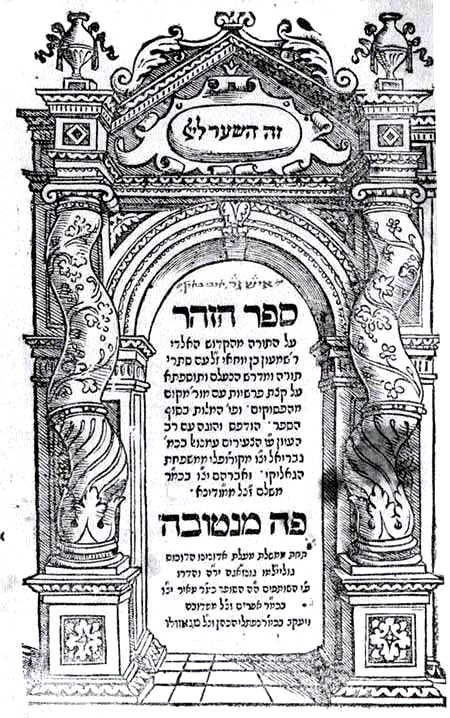
Frontespizio della prima edizione dello Zohar, Mantova, 1558.

È tuttora in discussione se lo Zohar sia stato un suo lavoro, o se abbia raccolto per iscritto le tradizioni che risalgono a Rabbi Shimon bar Yohai.

## Biografia
Nato a Guadalajara, in Spagna (il suo cognome proviene dal padre, Shem-Tov de León), passò 30 anni tra questa città e Valladolid, prima di trasferirsi ad Avila, dove visse fino alla morte, che avvenne ad Arévalo nel 1305, mentre stava tornando a casa.

## Influenze
Moses conosceva i filosofi del Medioevo e tutta la letteratura del misticismo, incluso il Trattato della Emanazione Sinistra  di Rabbi Isaac b. Jacob Ha-Kohen; inoltre conosceva ed usava gli scritti di Avicebron, di Yehuda Ha-Levi, di Maimonide ed altri. sapeva come appassionare con frasi altisonanti e suggestive, senza peraltro esprimere alcun pensiero specifico. Era uno scrittore dinamico e prolifico, scrivendo diverse opere mistiche e cabalistiche in rapida successione. Nel suo lungo Sefer ha-Rimon scritto in ebraico nel 1287 e ancora esistente in manoscritto, discusse gli oggetti e le ragioni delle leggi rituali ebraiche dal punto di vista mistico, dedicando il libro a Levi ben Todros Abulafia. Nel 1290 scrisse Ha-Nefesh ha-Hakhamah, noto anche col titolo Ha-Mishqal (pubblicato a Basilea nel 1608, spesso rinvenuto in manoscritto), che dimostra sempre maggiori tendenze cabalistiche. In tale opera, Moses attacca i filosofi della religione e parla dell'anima come di "una somiglianza al prototipo celeste" descrivendo il suo stato dopo la morte, la sua risurrezione e la metempsicosi. Shekel ha-Kodesh (scritto nel 1292), un altro libro dello stesso tipo, è dedicato a Todros ha-Levi Abulafia. In un altro, dal titolo Mishkan ha-Edut o Sefer ha-Sodot, completato nel 1293, parla del cielo e dell'inferno, secondo l'apocrifo Libro di Enoch. Scrisse anche una spiegazione cabalistica del primo capitolo di Ezechiele.